# 總無機碳

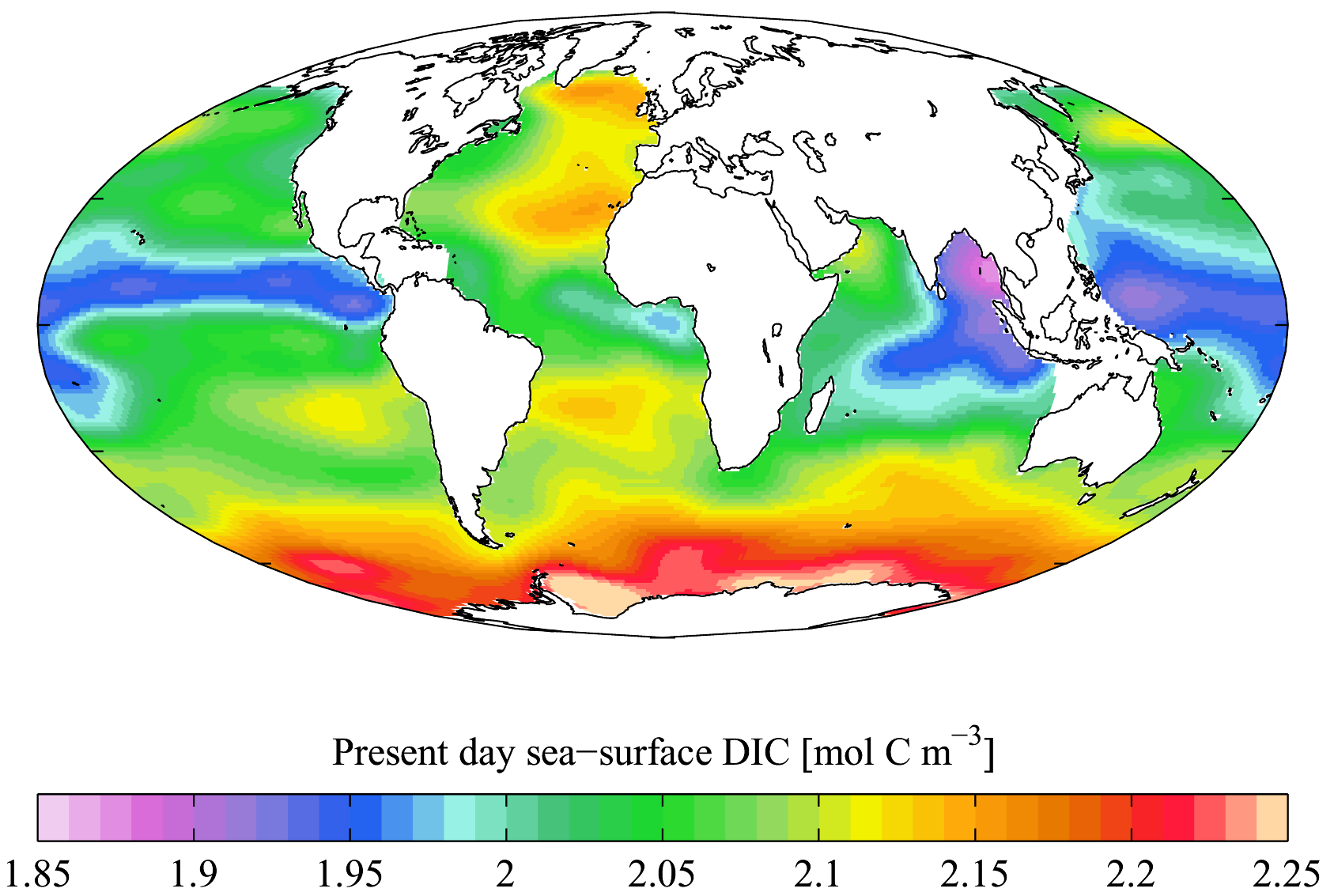
1990年代海水表面溶解無機碳濃度，數據來自國際海洋數據分析計劃

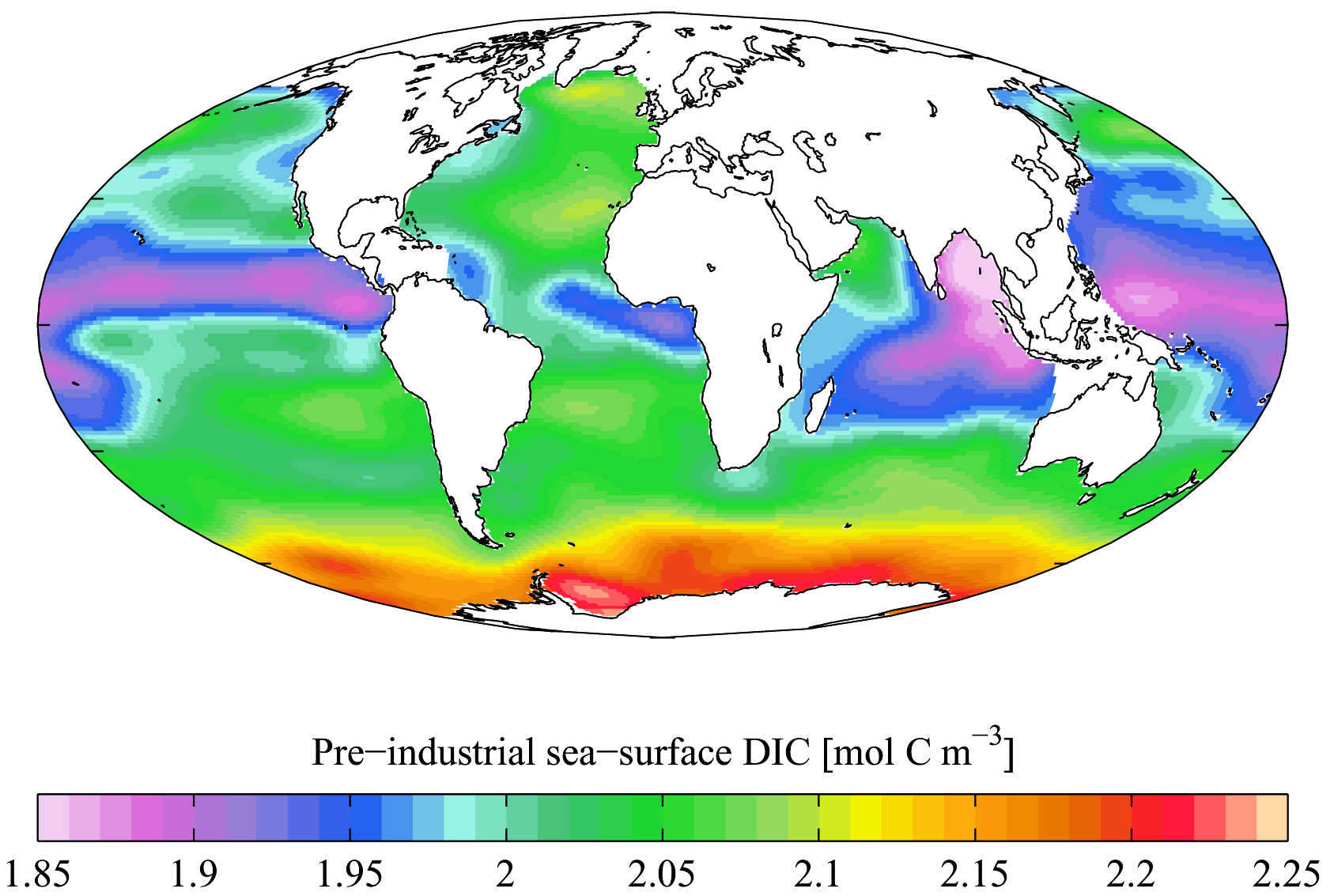
18世紀第一次工业革命前海水表面溶解無機碳濃度，數據來自國際海洋數據分析計劃

總無機碳（CT或TIC），又名溶解無機碳（DIC）是溶液中無機碳的總和量，當中包括二氧化碳、碳酸、碳酸氢盐离子及碳酸根。通常二氧化碳及碳酸將同列於CO2*一欄下。總無機碳量用於測量自然水體的PH值等數據。
CT = [CO2*] + [HCO3−] + [CO32−]
其中：
- CT為總無機碳量
- [CO2*]為二氧化碳及碳酸之總和（[CO2*] = [CO2] + [H2CO3]）
- [HCO3−]為碳酸氫鹽
- [CO32−]為碳酸根

上述物質按以下公式作化學平衡：
CO2 + H2O ⇌ H2CO3 ⇌ H+ + HCO3− ⇌ 2H+ + CO32−
溶液的PH值將影響總無機碳於化學平衡中的比例。
通常而言，實驗時會將溶液酸化，從而推動化学平衡產生CO2，繼而以红外光谱測量其含量。